# ملعب هزاع بن زايد
يُعد ملعب هزاع بن زايد، المقام على مساحة 45,000 قدم مربع، واحداً من أكثر المشاريع الرياضية تطوراً بمنطقة الشرق الأوسط، حيث يشمل 25,000 مقعد موزعاً على 7 مستويات. يُعتبر استاد هزاع بن زايد مركزاً هاماً لتجمع المواطنين والمقيمين في دولة الإمارات العربية المتحدة والسياح الزائرين من كافة أنحاء العالم. افتتح في عام 2014. نافس على لقب أفضل استاد في العالم لعام 2014 وحققها.

## تصميم الاستاد
يذخر استاد هزاع بن زايد بالعديد من المميزات والتي تؤهله ليكون الخيار الأمثل للمباريات المحلية والإقليمية والدولية لكرة القدم إلى جانب مختلف الأحداث والفعاليات. والاستاد يحتضن كل مباريات نادي العين الرياضي.
ويُصنّف كأحد أكثر الملاعب تطوراً في منطقة الشرق الأوسط وتم الانتهاء من إنشائه في وقت قياسي بلغ 17 شهراً.
- يشمل 25,000 مقعد منها 3,000 مقعد مميز ليصبح واحداً من أكبر الملاعب الدولية التي تحتوي على نسبة مقاعد عالية للدرجة المتميزة.
- وتبلغ مساحته الكلية 45,000 قدم مربع وبارتفاع يصل إلى 50 متراً ما يجعله من أطول المباني على الإطلاق في مدينة العين.
- يوفر تجربة مشاهدة فريدة ومثيرة لمباريات كرة القدم مع مقاعد تقدم أفضل زوايا المشاهدة، ومسافة مُقلصة بالصف الأول في الملعب تُقدر بـ5.4 متراً
- وقد تمّت الموافقة عليها من قبل الاتحاد الدولي لكرة القدم (فيفا)، ما سيوفر أقصى عوامل الإثارة والتفاعلية عند مشاهدة المباريات عن قرب.
- التصميم فهو مستوحى من أشجار النخيل كرمز ليربط الحاضر والمستقبل بتاريخ وتراث دولة الإمارات العربية المتحدة الغني.
- وهو أول استاد في المنطقة مُصمم خصيصاً بشكل يتيح توفير الظل طوال العام للمشاهدين عن طريق الشكل الإنشائي المتقدم والسقف بما يسمح بالمشاهدة الجيدة حتى في موسم الصيف.
- تحتوي الواجهة الأمامية على 600 لوحة على شكل جذع أشجار النخيل والتي يتم التحكم في إضاءتها باستخدام تقنيات ضوئية ديناميكية تتيح استخدام ألوان متعددة يُمكن رؤيتها عن بعد ومن كل الزوايا.

## التجهيزات
استاد هزاع بن زايد يتمتع بتجهيزات متطورة تسمح باستقباله لأبرز الفعاليات والأحداث الرياضية والثقافية على مستوى عالمي.
- تم تصميم الطابق الثاني بأكمله لاستيعاب أبرز الشخصيات ويشمل عشرة كبائن خاصة للضيافة، و3 أجنحة مميزة مخصصة لكبار الزوار بسعة إجمالية تبلغ حتى 700 شخص.
- إلى جانب صالة الاستقبال الخاصة للشخصيات الهامة والي تتميز بسقف مزدوج الارتفاع وتجهيزات فاخرة.

## الموقع
مدعوماً بموقع استراتيجي في أحد أهم أحياء مدينة العين في منطقة الطويّة، وبالقرب من مخارج الطرق السريعة المؤدية إلى أبوظبي ودبي، يُشكل استاد هزاع بن زايد جزءً محوريا من مشروع ضخم متعدد الاستخدامات يتم بناؤه في المنطقة المحيطة به على مساحة 500,000 قدم مربع، ويشمل وحدات سكنية وتجارية وترفيهية وفندق مما يحول المنطقة إلي وجهة رياضية وثقافية وعائلية جديدة في مدينة العين.

## معرض صور

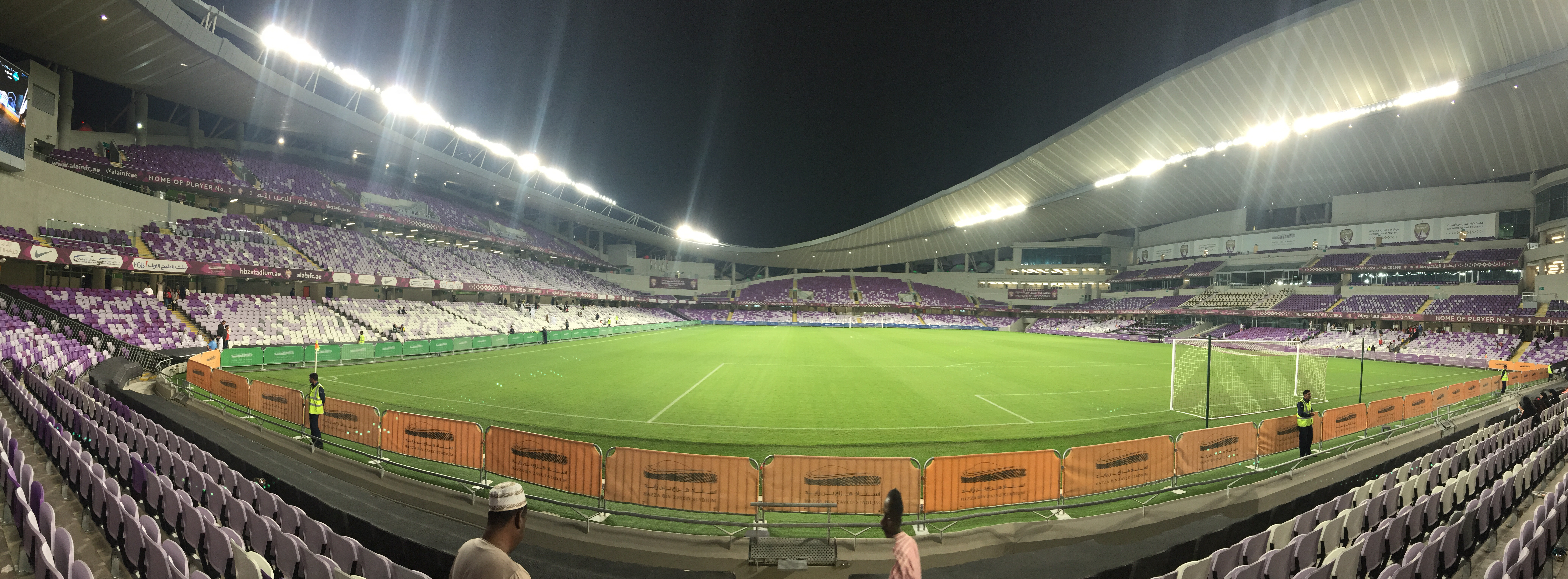
صوره للملعب من الداخل
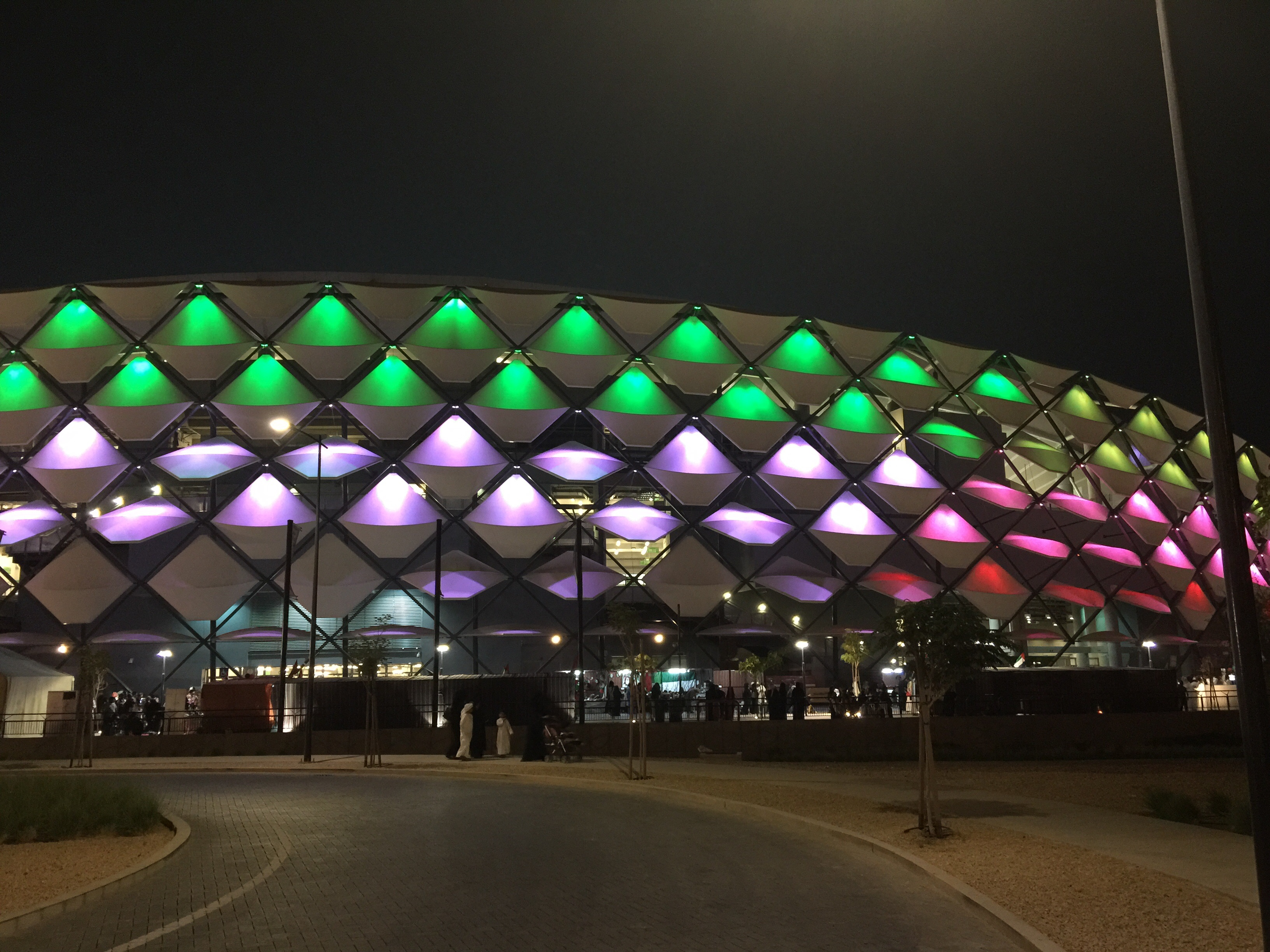
الملعب بالوان مختلفة
مخطط الملعب

## وصلات خارجية
- الموقع الرسمي للاستاد
- نادي العين